# François Pelou
Pour les articles homonymes, voir Pelou (homonymie).
François Pelou, né le 22 octobre 1924 à Saint-Izaire dans l'Aveyron et mort le 4 mai 2019 à Conques-en-Rouergue, est un journaliste correspondant de guerre français.

## Biographie
François Pelou commence sa carrière professionnelle en 1947 à l'AFP. Il est ensuite en poste à Hong Kong en 1950, puis couvre la Guerre de Corée durant laquelle il est blessé. Il reçoit à ce titre la Croix de Guerre. Par la suite il est envoyé aux États-Unis, il est le premier journaliste français à couvrir l'assassinat de John Fitzgerald Kennedy et est un témoin direct de l'assassinat de Lee Harvey Oswald par Jack Ruby.
En 1968, il couvre l'offensive du Tết au Viêt Nam.
Emprisonné par la police politique au Brésil il est libéré en 1970 et peut rentrer en France après un an de détention. 

## Vie privée
Il est le compagnon d'Oriana Fallaci pendant une dizaine d'années. La journaliste italienne lui dédie un livre. 
Le journaliste de guerre Jean-Marie Pelou est son frère.

## Distinctions

### Décorations
- Croix de guerre des Théâtres d'opérations extérieurs